# John H. Cushman
John Holloway Cushman (* 3. Oktober 1921 in Tianjin, China; † 8. November 2017 in Washington, D.C.) war ein Generalleutnant der United States Army.
John Cushman war der Sohn von Horace Oscar Cushman (1893–1972) und dessen Frau Kathleen O’Neill (1900–1980). Der Vater brachte es in der U.S. Army bis zum Brigadegeneral und war 1921, zum Zeitpunkt der Geburt des Sohnes, in China stationiert. Im Jahr 1944 graduierte John an der United States Military Academy in West Point. Nach seiner Graduation wurde er als Leutnant dem Corps of Engineers zugeteilt. In den 1950er Jahren wechselte er zur Infanterie. In der Armee durchlief er alle Offiziersränge vom Leutnant bis zum Drei-Sterne-General.
Während des Weltkriegs diente er im pazifischen Raum. Später studierte er bis 1951 am Massachusetts Institute of Technology. Er lernte Französisch, Vietnamesisch und Koreanisch. Ab den 1950er Jahren gehörte Cushman zu den eifrigsten Verfechtern von Hubschraubereinsätzen in der Armee.
Im höheren Offiziersbereich kommandierte er unter anderem den Militärstandort Fort Devens bei Boston. In den 1960er und Anfang der 1970er Jahre war er drei Mal im Vietnamkrieg eingesetzt. Während seiner ersten Vietnamzeit im Jahr 1963 war er Militärberater für südvietnamesische Truppen. Sein zweiter Vietnameinsatz fiel in die Jahre 1967 und 1968 mit der 101. Luftlandedivision, deren 2. Brigade er kommandierte. Dabei war er in mehrere Gefechte verwickelt. Dazu gehörte auch die Teilnahme an Luftabwehrmaßnahmen gegen die nordvietnamesische Tet-Offensive. Seine dritte Vietnamzeit fiel in das Jahr 1971. Damals überlebte er einen Hubschrauberabschuss. Zudem war er wieder an einigen Gefechten beteiligt.
Von April 1972 bis August 1973 kommandierte John Cushman die 101. Luftlandedivision, die gerade aus Vietnam in die Vereinigten Staaten zurückverlegt wurde. Danach kommandierte er die militärischen Bildungseinrichtungen in Fort Leavenworth in Kansas wozu auch das Command and General Staff College gehörte. In dieser Zeit kam es zu Konflikten mit verschiedenen Dozenten über unterschiedliche Auffassungen bezüglich militärischer Ausbildungsmethoden. Cushman vertrat einen liberaleren Kurs, während einige andere Fakultätsangehörige eher die traditionellen Methoden bevorzugten. Cushman warf seinen Gegnern vor, sie würden eine Generation von Idioten ausbilden, die zwar wüssten, wie man ein Gewehr reinigt, aber keine Ahnung hätten, wozu man überhaupt eine Armee bräuchte. Der Streit eskalierte weiter und endete mit der Versetzung Cushmans nach Südkorea. Zwischen dem 12. Februar 1976 und dem 9. Februar 1978 hatte er dort den Oberbefehl über das I. Korps. Anschließend ging er in den Ruhestand.
In seinem Ruhestand veröffentlichte Cushman Bücher über militärische Themen. Er trat auch als Berater und Gastredner zu diesen Themen auf, beispielsweise zur besseren Koordination zwischen der United States Air Force und den Bodentruppen. Damit bereitete er mit den Weg zum Goldwater-Nichols Act, der im Jahr 1986 die militärische Befehls- und Kommandostruktur der US-Streitkräfte neu regelte.
John Cushman starb am 8. November 2017 in einem Militärseniorenheim in Washington D.C. und wurde auf dem Friedhof der Militärakademie in West Point beigesetzt.

## Orden und Auszeichnungen
John Cushman erhielt im Lauf seiner militärischen Laufbahn unter anderem folgende Auszeichnungen:
- Army Distinguished Service Medal
- Silver Star
- Legion of Merit
- Distinguished Flying Cross
- Bronze Star Medal